# Chisocheton amabilis
Chisocheton amabilis là một loài thực vật có hoa trong họ Meliaceae. Loài này được (Miq.) C.DC. mô tả khoa học đầu tiên năm 1878.